# François Hadji-Lazaro
François Hadji-Lazaro (Parigi, 22 giugno 1956 – Parigi, 25 febbraio 2023) è stato un cantautore, polistrumentista e attore francese.

## Biografia
Nato a Parigi il 22 giugno 1956, Hadji-Lazaro scopre la passione per la musica nei primi anni '70 grazie alle canzoni di Bob Dylan. Si appassiona di musica folk e inizia a studiare la chitarra, ma in seguito apprende a suonare anche il banjo, la fisarmonica, il violino e la cornamusa. Inizia quindi a spaziare fra vari generi musicali, che lo porteranno ad abbandonare la carriera di insegnante per dedicarsi completamente alla musica. Con il bassista Daniele Hennion fonda il gruppo Pigalle nel 1982 e comincia a suonare in diversi bar. Nessun album viene pubblicato fino al 1986, ma circolano ugualmente molte registrazioni pirata dei loro concerti. In parallelo, assieme ad altri musicisti, Hadji-Lazaro fonda il gruppo Garçons Bouchers nel 1987, quest'ultimo più vicino al primo movimento punk oi!.
Come attore è conosciuto per aver recitato in film quali La città perduta (1995), I miserabili (2000) e Il patto dei lupi (2001). Nel 1994 ha interpretato il ruolo del co-protagonista Gnaghi, l'aiutante disabile intellettivo e incapace di esprimersi a parole di Francesco Dellamorte nel film Dellamorte Dellamore.
È conosciuto anche con il nome d'arte di "Gros François" e nel 1985 è il fondatore della casa discografica Boucherie Productions, attiva fino al 2001, la cui etichetta Chantons sous la truie ha pubblicato, tra gli altri, i dischi del gruppo francese Les Elles, nel cui primo album omonimo Hadji-Lazaro ha suonato il mandolino.

## Filmografia
- Quarto comandamento (La Passion Béatrice), regia di Bertrand Tavernier (1987)
- Le Brasier, regia di Éric Barbier (1990)
- Delicatessen, regia di Jean-Pierre Jeunet e Marc Caro (1991)
- La totale!, regia di Claude Zidi (1991)
- Room service, regia di Georges Lautner (1991)
- Les Mamies, regia di Annick Lanoe (1992)
- La Cavale de fous, regia di Marco Pico (1993)
- Germinal, regia di Claude Berri (1993)
- Dellamorte Dellamore, regia di Michele Soavi (1994)
- Black Dju, regia di Pol Cruchten (1994)
- La città perduta (La Cité des enfants perdus), regia di Jean-Pierre Jeunet e Marc Caro (1995)
- Rainbow pour Rimbaud, regia di Jean Teulé (1996)
- Le Temps du R.M.I., regia di Jean Falculette (1998)
- Charité biz'ness, regia di Thierry Barthes e Pierre Jamin (1998)
- Il patto dei lupi (Le Pacte des loups), regia di Christophe Gans (2001)
- Nha fala, regia di Flora Gomes (2002)
- Les Dalton, regia di Philippe Haïm (2004)
- J'ai vu tuer Ben Barka, regia di Serge Le Péron (2005)
- Dante 01, regia di Marc Caro (2008)